# Modicogryllus conspersus
Modicogryllus conspersus är en insektsart som först beskrevs av Hermann Rudolph Schaum 1853.  Modicogryllus conspersus ingår i släktet Modicogryllus och familjen syrsor. Inga underarter finns listade i Catalogue of Life.